# Helsingborgs IF
Helsingborgs IF (wymawiany także Hälsingborgs IF między 1912 a 1971 rokiem), najczęściej nazywany HIF lub Helsingborg, to szwedzki klub piłkarski z miasta Helsingborg. Założony 4 lipca 1907 roku klub siedmiokrotnie zdobył tytuł mistrza Szwecji i pięciokrotnie puchar Szwecji. Obecnie gra w Superettan.

## Historia

### 2005: Rok porażek
Helsingborg zaczął 2005 rok mocnym uderzeniem, wygrywając cztery z pięciu pierwszych meczów, lecz sezon zakończył ledwie na szóstej pozycji Allsvenskan, przegrywając w trakcie sezonu oba derbowe mecze z Malmö FF.

### 2006: Zwycięska jesień
Zespół Helsingborga powoli przeszedł wiosnę sezonu 2006 Allsvenskan. Przegrali ponownie derbowy mecz z Malmö FF i po tej porażce zwolniony został trener Peter Swärdh, natomiast po przerwie związanej z rozgrywanymi na niemieckich boiskach Mistrzostwach Świata, żywa legenda klubu, Henrik Larsson, powrócił do Helsingborga razem z nowym trenerem, Stuartem Baxterem i Helsingborg zaczął wygrywać mecze. Po zwycięstwie u siebie 3:2 w derbowym meczu z IFK Göteborg, Helsingborg zakończył sezon na czwartej pozycji, lecz jako zdobywca Pucharu Szwecji po zwycięstwie 2:0 nad Gefle IF w finałowym spotkaniu.

## Osiągnięcia
- Mistrzostwo Szwecji (7) - 1928/29, 1929/30, 1932/33, 1933/34, 1940/41, 1999, 2011
- Wicemistrzostwo Szwecji (7) - 1927/28, 1948/49, 1953/54, 1995, 1998, 2000, 2010
- Puchar Szwecji (5) - 1941, 1998, 2006, 2010, 2011
- Superpuchar Szwecji (2) - 2011, 2012

## Rekordy
- Najwięcej występów, Allsvenskan: 349, Karl Svensson 1943-1962
- Najwięcej bramek, Allsvenskan: 140, Knut Kroon 1925-1942

## Europejskie puchary
Legenda do wszystkich tabel:
- Q – runda eliminacyjna, 1/16, 1/8, 1/4, 1/2 – odpowiednia faza rozgrywek, Grupa – runda grupowa, 1r gr – pierwsza runda grupowa, 2r gr – druga runda grupowa, F – finał, R – runda, PO – play-off
- k. – rzuty karne, los. – losowanie, Dogr. – dogrywka, w. – zasada bramek strzelonych na wyjeździe

| Sezon     | Rozgrywki                 | Runda   | Przeciwnik           | Dom | Wyjazd | Ogólnie     |
| --------- | ------------------------- | ------- | -------------------- | --- | ------ | ----------- |
| 1996/97   | Puchar UEFA               | 2Q      | Dynama Mińsk         | 1–1 | 3–0    | 4–1         |
| 1996/97   | Puchar UEFA               | 1R      | Aston Villa          | 0–0 | 1–1    | 1–1, w.     |
| 1996/97   | Puchar UEFA               | 2R      | Neuchâtel Xamax      | 2–0 | 1–1    | 3–1         |
| 1996/97   | Puchar UEFA               | 3R      | RSC Anderlecht       | 0–0 | 0–1    | 0–1         |
| 1997/98   | Puchar UEFA               | 2Q      | Ferencvárosi TC      | 0–1 | 1–0    | 1–1, k: 3–4 |
| 1998/99   | Puchar Zdobywców Pucharów | Q       | FC Vaduz             | 3–0 | 2–0    | 5–0         |
| 1998/99   | Puchar Zdobywców Pucharów | 1R      | Chelsea              | 0–0 | 0–1    | 0–1         |
| 1999/2000 | Puchar UEFA               | Q       | FK Rīga              | 5–0 | 0–0    | 5–0         |
| 1999/2000 | Puchar UEFA               | 1R      | Karpaty Lwów         | 1–1 | 1–1    | 2–2, k: 4–2 |
| 1999/2000 | Puchar UEFA               | 2R      | Parma                | 1–3 | 0–1    | 1–4         |
| 2000/01   | Liga Mistrzów             | 2Q      | BATE Borysów         | 0–0 | 3–0    | 3–0         |
| 2000/01   | Liga Mistrzów             | 3Q      | Inter Mediolan       | 1–0 | 0–0    | 1–0         |
| 2000/01   | Liga Mistrzów             | Grupa F | Bayern Monachium     | 1–3 | 0–0    | 4. miejsce  |
| 2000/01   | Liga Mistrzów             | Grupa F | Paris Saint-Germain  | 1–1 | 1–4    | 4. miejsce  |
| 2000/01   | Liga Mistrzów             | Grupa F | Rosenborg BK         | 2–0 | 1–6    | 4. miejsce  |
| 2001/02   | Puchar UEFA               | Q       | Myllykosken Pallo-47 | 3–1 | 2–1    | 5–2         |
| 2001/02   | Puchar UEFA               | 1R      | Odd Grenland         | 2–2 | 1–1    | 3–3, w.     |
| 2001/02   | Puchar UEFA               | 2R      | Ipswich Town         | 1–3 | 0–0    | 1–3         |
| 2002      | Puchar Intertoto          | 1R      | FC Koper             | 1–0 | 0–0    | 1–0         |
| 2002      | Puchar Intertoto          | 2R      | 1. FC Slovácko       | 2–0 | 0–4    | 2–4         |
| 2007/08   | Puchar UEFA               | 1Q      | JK Narva Trans       | 6–0 | 3–0    | 9–0         |
| 2007/08   | Puchar UEFA               | 2Q      | Drogheda United      | 3–0 | 1–1    | 4–1         |
| 2007/08   | Puchar UEFA               | 1R      | SC Heerenveen        | 5–1 | 3–5    | 8–6         |
| 2007/08   | Puchar UEFA               | Grupa H | Panionios GSS        | 1–1 |        | 2. miejsce  |
| 2007/08   | Puchar UEFA               | Grupa H | Galatasaray SK       |     | 3–2    | 2. miejsce  |
| 2007/08   | Puchar UEFA               | Grupa H | Austria Wiedeń       | 3–0 |        | 2. miejsce  |
| 2007/08   | Puchar UEFA               | Grupa H | Girondins Bordeaux   |     | 1–2    | 2. miejsce  |
| 2007/08   | Puchar UEFA               | 1/16    | PSV Eindhoven        | 1–2 | 0–2    | 1–4         |
| 2009/10   | Liga Europy               | 1Q      | Mika Erywań          | 3–1 | 1–1    | 4–2         |
| 2009/10   | Liga Europy               | 2Q      | SK Zestaponi         | 2–2 | 2–1    | 4–3, Dogr.  |
| 2009/10   | Liga Europy               | 3Q      | FK Sarajevo          | 2–1 | 1–2    | 3–3, k: 4–5 |
| 2011/12   | Liga Europy               | 3Q      | Bene Jehuda Tel Awiw | 3–0 | 0–1    | 3–1         |
| 2011/12   | Liga Europy               | PO      | Standard Liège       | 1–3 | 0–1    | 1–4         |
| 2012/13   | Liga Mistrzów             | 2Q      | The New Saints       | 3–0 | 0–0    | 3–0         |
| 2012/13   | Liga Mistrzów             | 3Q      | Śląsk Wrocław        | 3–1 | 3–0    | 6–1         |
| 2012/13   | Liga Mistrzów             | PO      | Celtic F.C.          | 0–2 | 0–2    | 0–4         |
| 2012/13   | Liga Europy               | Grupa L | Levante UD           | 1–3 | 0–1    | 3. miejsce  |
| 2012/13   | Liga Europy               | Grupa L | Hannover 96          | 1–2 | 2–3    | 3. miejsce  |
| 2012/13   | Liga Europy               | Grupa L | FC Twente            | 2–2 | 3–1    | 3. miejsce  |

## Skład na sezon 2019
| Nr | Poz. | Piłkarz                     |
| -- | ---- | --------------------------- |
| 2  | OB   | Carl Johansson              |
| 3  | OB   | Fredrik Liverstam           |
| 4  | OB   | Andreas Granqvist (kapitan) |
| 5  | PO   | Johan Persson               |
| 6  | PO   | Andreas Landgren            |
| 7  | OB   | Anders Randrup              |
| 8  | NA   | Mamudo Moro                 |
| 9  | NA   | Alex Timossi Andersson      |
| 10 | PO   | Darijan Bojanić             |
| 11 | OB   | Adam Eriksson               |
| 14 | PO   | Mohammed Abubakari          |

| Nr | Poz. | Piłkarz                                     |
| -- | ---- | ------------------------------------------- |
| 15 | PO   | Max Svensson                                |
| 16 | NA   | Mikael Dahlberg                             |
| 18 | PO   | Rasmus Rosenqvist (wypożyczony z Elfsborga) |
| 21 | OB   | Charlie Weberg                              |
| 23 | OB   | Jonathan Larsson                            |
| 25 | BR   | Kalle Joelsson                              |
| 30 | BR   | Pär Hansson                                 |
| 37 | OB   | Carl Thulin                                 |
| 40 | NA   | Mattias Almeida                             |
| 99 | NA   | Andri Rúnar Bjarnason                       |